# Hieracium sodiroanum
Hieracium sodiroanum là một loài thực vật có hoa thuộc họ Asteraceae.
Loài này chỉ có ở Ecuador.
Môi trường sống tự nhiên của chúng là vùng núi ẩm nhiệt đới hoặc cận nhiệt đới và vùng cây bụi nhiệt đới hoặc cận nhiệt đới vùng đất cao.
Chúng hiện đang bị đe dọa vì mất môi trường sống.